# Гильом III (граф Невера)
Гильом III (фр. Guillaume III de Nevers; ок. 1110 — 21 ноября 1161), граф Невера, Осера и Тоннера с 1148, старший сын Гильома II, графа Осера, Невера и Тоннера, и Аделаиды, представитель Неверского дома.

## Биография
В 1137 году Гильом поддержал графа Анжу Жоффруа V в завоевании Нормандии. В 1144 году Жоффруа захватил Руан и объявил себя герцогом.
Гильом наследовал своему отцу в 1148 году. В то время он участвовал во втором крестовом походе вместе со свои братом Рено. В том же году тот был убит около  Лаодикии во время сражения с турками-сельджуками.
По возвращении из него Гильом возобновил в 1150 году конфликт против аббатства Везле, начав борьбу против аббата Понса, после того как тот был обвинен монахами аббатства. В результате в 1152 году аббат Понс бежал в аббатство Клюни, аббат которого Пётр Достопочтенный смог добиться перемирия между сторонами, а в 1154 году вмешался король Франции Людовик VII, который смог на некоторое время уладить конфликт. Через некоторое время конфликт опять возобновился, пока Людовик окончательно не разобрался с воюющими сторонами.
Рено умер в конце 1161 года в Осере и был похоронен в аббатстве Сен-Жермен. После смерти Гильома III его владения оказались разделены между двумя сыновьями. Старший, Гильом IV получил Невер и Осер, а второй, Ги — Тоннер. Гильом умер бездетным, поэтому владения Гильома были вновь воссоединены под властью Ги. Третий сын, Рено, стал сеньором Десиза, но был убит в 1191 году при осаде Акры.

## Брак и дети
Жена: Ида (ум. 25 мая 1178), дочь Энгельберта, герцога Каринтии. Дети:
- Гильом IV (ум. 24 октября 1168), граф Невера и Осера с 1161
- Ги (ум. 19 октября 1175), граф Тоннера с 1161, граф Невера и Осера с 1168
- Рено (ум. 5 августа 1191, убит при осаде Акры), сеньор де Десиз; жена — Аликс (ум. 17 декабря 1193), дочь Гумберта IV, сеньора де Боже
- Аделаида; муж — Рено IV (ум. 1164/1172), граф де Жуаньи
- Ирменгарда, упоминается в записях бенедиктинского аббатства Молем